# Les Derniers Parisiens
Pour plus de détails, voir Fiche technique et Distribution.
Les Derniers Parisiens est un film français réalisé par Hamé (Mohamed Bourokba)  et Ekoué Labitey , sorti en 2016.

## Synopsis
Nas, ex-détenu, souhaite revenir « aux affaires » dans son quartier, alors que son frère Arezki travaille dur pour faire tourner le bar dont il a les droits d'exploitation. Alors que Nas rencontre un joli succès dans la soirée qu'il a organisée au bar, il commence à se rendre compte que son associé Lucrèce n'avait pas toutes les bonnes intentions qu'il affichait...

## Fiche technique
Sauf indication contraire, les informations mentionnées dans cette section peuvent être confirmées par la base de données cinématographiques IMDb,  présente dans la section « Liens externes ».
- Titre : Les Derniers Parisiens
- Réalisation : Hamé et Ekoué
- Scénario : Hamé et Ekoué
- Musique : Demon et Pepper Island
- Montage : Karine Prido
- Photographie : Lubomír Bakechev
- Cadre : Yoan Cart
- Décors : Samuel Teisseire
- Costumes : Khadija Zeggaï
- Producteur : Benoît Danou, Hamé et Ekoué
  - Coproducteur : Christophe Bruncher
  - Producteur exécutif : Yacine Boucherit
- Production : La Rumeur Filme et Canal+
  - Coproduction : Ici & Là Productions
  - SOFICA : Cinémage 10
- Distribution : Memento Films International et Haut et Court
- Pays :  France
- Durée : 105 minutes
- Dates de sortie :
  -  Japon : 28 octobre 2016
  -  France :
    - 11 novembre 2016
    - 22 février 2017

## Distribution
- Reda Kateb : Nas
- Slimane Dazi : Arezki
- Mélanie Laurent : Margot
- Constantine Attia : Constantine
- Bakary Keita : Bak
- Willy L'Barge : Lucrèce
- Yassine Azzouz : Diomède
- Lola Dewaere : la serveuse du bar
- Julie Meunier : Elise

## Sortie

### Accueil critique
En France, le site Allociné recense une moyenne des critiques presse de 3,5/5.
Pour Gilles Renault de Libération, « en choisissant d'observer ce Mean Streets faubourien au niveau des joueurs de bonneteau, le film aborde avec élégance, sinon poésie, la question d'une forme de survie citadine contenue jusque dans son titre. ».
Pour Serge Kaganski des Inrockuptibles, « En passant au cinéma, les gars de La Rumeur ne lâchent rien de leur vision rugueuse, abrasive, dissensuelle. [...] C'est toute l’honnêteté de Hamé et Ekoué que de ne pas enjoliver à tout prix la réalité qu’ils veulent montrer. ».
Pour Jean-Michel Frodon de Slate, « De scène en scène, jouant des codes du film d'action mais prenant le temps de regarder et d'écouter, bénéficiant au mieux de ces deux acteurs remarquables et qui semblent ne cesser de s'améliorer que sont Reda Kateb et Slimane Dazi, Hamé et Ekoué gagnent sur tous les tableaux. Leur histoire, débutée dans les poncifs, gagne en intensité et en originalité, tandis que c'est à la fois un microcosme (le Pigalle d'aujourd’hui), un imaginaire (le cinéma de gangsters) et un monde (la ville globale) qui se dessine. ».

### Box-office
- France : 30 188 entrées[5]